# Натан Майер Ротшилд
Натан Майер Ротшилд (на английски: Nathan Mayer Rothschild) е четвъртото дете и третия син на Майер Ротшилд. Основател е на английския клон на фамилията Ротшилд. Управлява филиала на „Ротшилд Банк“ в Лондон.
Натан отстъпва заеми на Британската империя.
Негови съперници в банковото дело казват:
„В света на парите и финансите, Натан Ротшилд беше Наполеон във войните“

## Връзки
- Амедео Натоли